# Стефан Тенецки
Стефан Тенецки (Липова, око 1720 — Чертеђе код Клужа, 1798) је српски сликар-иконописац из 18. века,
Делао је у областима тадашњег Аустријског царства насељеним православним живљем (данашња Војводина, западна Румунија). Тенецки се сматра првим сликаром који је прилагодио „западни“ барок потребама православних Срба и Румуна.

## Живот
Стефан Тенецки потиче из племићке породице Тенецки из Липове, у данашњој Румунији. Његов син је велики портретиста Георгије Тенецки.
Стефан је академски образован банатски сликар који се школовао на Кијевско-печерској лаври у Кијеву. Ту је добро упознао збирке западно-европске графике и формирао се као представник словенског - украјинског барока. Руски барок је био модернизован, још за време цара Петра Великог када је "бароцизиран".
Населио се у Араду 1746. године. Прве две године 1748-1750. становао је у кирији код удове Антона Ковачевића у Ђуковцу. Потом је ту купио себи кућу за 220 ф. у којој је са породицом живео до смрти. Први његов већи рад је осликавање и позлаћивање старог иконостаса у манастиру Бездину, код Арада, 1753. године. Стефанов уметнички опус је богат и разноврстан. Насликао је више копија "Богородице Бездинске". Међу профане мотиве спада његов "Аутопортрет", из друге половине живота, који спада међу прве српске аутопортрете.
По повратку из Украјине у Араду постао "дворски сликар", код арадског владике Синесија Живановића. То му је омгућило да дође до имућне клијентеле, нарочито оне из црквених кругова. Портретисао је више чланова српске војничке и племићке породице Текелија из Арада, те породице Капамаџија. Потписивао се на сликама иницијалом "С.Т.".
Иконописац Михаил Бокорић из Печке, био је један од ученика Тенецког
Умро је у Менешу близу Ердељског Београда, у Трансилванији, приликом осликавања једне гркокатоличке цркве.

## Стваралаштво
Србија (Војводина):
- 1752. године иконостас цркве у Старом Бечеју; пренет пре 1848. године у цркву св. Стефана Дечанског у Вилову,
- Иконостас Вазнесењске цркве у Руми, 1772. године
- Фреске у цркви Манастира Крушедол, 1755. и 1766. године
- Иконостас православне цркве у Опатовцу 1758. године[7]
- Сланкамен, 1754. или 1764?
- Нови Карловци, 1764-1766. године

Румунија:
- Иконостас Саборне цркве у Араду,
- Арад-гај, 1782. године у капели владичанског двора епископа Синесија Живановић.
- 1765: Иконостас гркокатоличке (унијатске) саборне цркве свете Тројице у Блажу, највеће у Румунији.
- Иконостас Ваведењске цркве у манастиру Бездину 1753. године
- Липова, 1785. године
- Ширија, 1788. године

Мађарска:
- Пешта, око 1760. године, стари иконостас